# Samuel B. Sherwood
Samuel Burr Sherwood (* 26. November 1767 in Weston, Colony of Connecticut; † 27. April 1833 in Westport, Connecticut) war ein US-amerikanischer Politiker. Zwischen 1817 und 1819 vertrat er den Bundesstaat Connecticut im US-Repräsentantenhaus.

## Werdegang
Samuel Sherwood besuchte bis 1786 das Yale College. Nach einem anschließenden Jurastudium und seiner Zulassung als Rechtsanwalt begann er in Westport in seinem neuen Beruf zu arbeiten. Er wurde Mitglied der von Alexander Hamilton gegründeten Föderalistischen Partei. Zwischen 1809 und 1815 saß er als Abgeordneter im Repräsentantenhaus von Connecticut. Im Jahr 1816 wurde er Mitglied des Staatssenats.
Bei den Kongresswahlen des Jahres 1816, die in Connecticut staatsweit ausgetragen wurden, wurde er in das US-Repräsentantenhaus in Washington, D.C. gewählt. Dort trat er am 4. März 1817 die Nachfolge von Lewis B. Sturges an. Bis zum 3. März 1819 verbrachte er allerdings nur eine Legislaturperiode im Kongress. Danach praktizierte er bis 1831 wieder als Rechtsanwalt; dann zog er sich in den Ruhestand zurück. Samuel Sherwood starb im April 1833 in Westport und wurde dort auch beigesetzt.